# Ili si neko ili si lud
Ili si neko ili si lud debitantski je studijski album bosanskohercegovačkog rock sastava Das ist Walter, objavljen 26. travnja 2016. godine. Grupa je izjavila da je ime dobio "po trenutnom stanju u državi" i da uvodna skladba, "Balkan", govori o tome.

## Popis pjesama
| 1.    | »Balkan«            | 1:48 |
| 2.    | »Gajba piva«        | 2:09 |
| 3.    | »Ovo je mrak«       | 2:43 |
| 4.    | »New želim stati«   | 2:22 |
| 5.    | »Život u nadi«      | 3:20 |
| 6.    | »Ovdje nema zakona« | 1:55 |
| 7.    | »Bauštela«          | 1:45 |
| 8.    | »Moj grad«          | 2:26 |
| 9.    | »Kao svi«           | 2:05 |
| 20:33 |                     |      |